# 100 meter bröstsim för damer i simning vid olympiska sommarspelen 2004
Sammanställda resultaten för 100 meter bröstsim, damer vid de Olympiska sommarspelen 2004.

## Rekord
| Världsrekord                        | Leisel Jones (Australien) | Barcelona, Spanien | 1.06,37 | 21 juli 2003    |
| Tidigare olympiskt rekord           | Penelope Heyns (USA)      | Atlanta, USA       | 1.07,02 | 21 juli 1996    |
| Nytt olympiskt rekord (Semifinal 1) | Leisel Jones (Australien) | Aten, Grekland     | 1:06,78 | 15 augusti 2004 |
| Nytt olympiskt rekord (Final)       | Luo Xuejuan (Kina)        | Aten, Grekland     | 1:06,64 | 16 augusti 2004 |

## Medaljörer
| Guld:             | Silver:                   | Brons:                   |
| Luo Xuejuan, Kina | Brooke Hanson, Australien | Leisel Jones, Australien |

## Resultat
Från de 6 kvalheaten gick de 16 snabbaste vidare till semifinal.

Från de två semifinalerna gick de 8 snabbaste till final.
Alla tider visas i minuter och sekunder.

Q kvalificerad till nästa omgång

DNS startade inte.

DSQ markerar diskvalificerad eller utesluten.

### Kval

#### Heat 1
1. Katerine Moreno, Bolivia 1.18,25
2. Varduhi Avetisjan, Armenien 1.18,87
3. Shrone Austin, Seychellerna 1.19,02
4. Natalija Filina, Azerbajdzjan 1.20,21
5. Melissa Ashby, Grenada 1.22,67
6. Pauline Keita, Mali 1.30,40
7. Nayana Shakya, Nepal 1.32,92
8. Pamela Girimbabazi Rugabira, Rwanda 1.50,39

#### Heat 2
1. Ina Kapisjina, Vitryssland 1.10,66
2. Imaday Nunez Gonzalez, Kuba 1.12,14
3. Alia Atkinson, Jamaica 1.12,53
4. Yi-Ting Siow, Malaysia 1.13,30
5. Valeria Silva, Peru 1.13,52
6. Adriana Marmolejo Vargas, Mexiko 1.14,35
7. Tsz-Wa Yip, Hongkong 1.14,53
8. Iris Edda Heimisdottir, Island 1.15,35

#### Heat 3
1. Marina Kuc, Serbien och Montenegro 1.11,27
2. Ilkay Dikmen, Turkiet 1.11,69
3. Salama Ismail, Egypten 1.12,20
4. Javiera Salcedo, Argentina 1.12,46
5. Jaclyn Pangilinan, Filippinerna 1.12,47
6. Nicolette Teo, Singapore 1.12,87
7. Ji-Young Lee, Sydkorea 1.12,93
8. Annabelle Carey, Nya Zeeland 1.13,21

#### Heat 4
1. Brooke Hanson, Australien 1.07,35 Q
2. Sarah Poewe, Tyskland 1.07,97 Q
3. Svitlana Bondarenko, Ukraina 1.09,35 Q
4. Lauren van Oosten, Kanada 1.09,93 Q
5. Mirna Jukic, Österrike 1.09,99 Q
6. Majken Thorup, Danmark 1.10,97
7. Smiljana Marinovic, Kroatien 1.11,00
8. Diana Gomes, Portugal 1.11,40

#### Heat 5
1. Amanda Beard, USA 1.08,04 Q
2. Luo Xuejuan, Kina 1.09,07 Q
3. Hui Qi, Kina 1.09,29 Q
4. Masami Tanaka, Japan 1.09,44 Q
5. Chiara Boggiatto, Italien 1.10,33 Q
6. Maria Östling, Sverige 1.10,45
7. Madelon Baans, Nederländerna 1.11,10
8. Aikaterini Sarakatsani, Grekland 1.12,46

#### Heat 6
1. Leisel Jones, Australien 1.07,69 Q
2. Tara Kirk, USA 1.07,92 Q
3. Rhiannon Leier, Kanada 1.09,38 Q
4. Agnes Kovacs, Ungern 1.09,51 Q
5. Vipa Bernhardt, Tyskland 1.09,60 Q
6. Elena Bogomazova, Ryssland 1.10,24 Q
7. Eeva Saarinen, Finland 1.11,39
8. Emma Robinson, Irland 1.11,40

### Semifinaler

#### Heat 1
1. Leisel Jones, Australien 1.06,78 Q Olympiskt rekord
2. Sarah Poewe, Tyskland 1.07,48 Q Tyskt rekord
3. Svitlana Bondarenko, Ukraina 1.08,28 Q
4. Luo Xuejuan, Kina 1.08,57 Q
5. Masami Tanaka, Japan 1.09,11
6. Vipa Bernhardt, Tyskland 1.09,72
7. Mirna Jukic, Österrike 1.10,06
8. Chiara Boggiatto, Italien 1.10,84

#### Heat 2
1. Tara Kirk, USA 1.07,60 Q
2. Brooke Hanson, Australien 1.07,75 Q
3. Amanda Beard, USA 1.07,92 Q
4. Hui Qi, Kina 1.09,06 Q
5. Agnes Kovacs, Ungern 1.09,12
6. Lauren van Oosten, Kanada 1.09,45
7. Rhiannon Leier, Kanada 1.09,46
8. Elena Bogomazova, Ryssland 1.10,41

### Final
1. Luo Xuejuan, Kina 1.06,64 Olympiskt rekord
2. Brooke Hanson, Australien 1.07,15
3. Leisel Jones, Australien 1.07,16
4. Amanda Beard, USA 1.07,44
5. Sarah Poewe, Tyskland 1.07,53
6. Tara Kirk, USA 1.07,59
7. Svitlana Bondarenko, Ukraina 1.08,19
8. Hui Qi, Kina DSQ

## Tidigare vinnare

### OS
- 1896 – 1964: Ingen tävling
- 1968 i Mexico City: Djurdjica Bjedov, Jugoslavien – 1.15,8
- 1972 i München: Catherine Carr, USA – 1.13,58
- 1976 i Montréal: Hannelore Anke, DDR – 1.11,16
- 1980 i Moskva: Ute Geweniger, DDR – 1.10,22
- 1984 i Los Angeles: Petra van Staveren, Nederländerna – 1.09,88
- 1988 i Seoul: Tanja Dangalakova, Bulgarien – 1.07,95
- 1992 i Barcelona: Jelena Rudkovskaja, OSS – 1.08,00
- 1996 i Atlanta: Penny Heyns, Sydafrika – 1.07,73
- 2000 i Sydney: Megan Quann, USA – 1.07,05

### VM
- 1973 i Belgrad: Renate Vogel, DDR – 1.13,74
- 1975 i Cali, Colombia: Hannelore Anke, DDR – 1.12,72
- 1978 i Berlin: Julija Bogdanova, Sovjetunionen – 1.10,31
- 1982 i Guayaquil, Ecuador: Ute Geweniger, DDR – 1.09,14
- 1986 i Madrid: Sylvia Gerasch, DDR – 1.08,11
- 1991 i Perth: Linley Frame, Australien – 1.08,81
- 1994 i Rom: Sam Riley, Australien – 1.07,69
- 1998 i Perth: Kristy Kowal, USA – 1.08,42
- 2001 i Fukuoka, Japan: Xuejuan Luo, Kina – 1.07,18
- 2003 i Barcelona: Xuejuan Luo, Kina – 1.06,80